# چستر موریس
چستر موریس (انگلیسی: Chester Morris؛ زاده ۱۶ فوریهٔ ۱۹۰۱ درگذشته ۱۱ سپتامبر ۱۹۷۰) هنرپیشه اهل ایالات متحده آمریکا بود. از فیلم‌هایی که وی در آن نقش داشته است، می‌توان به نمایش نمایش‌ها و شاهد اشاره کرد.